# اندونی گوروسابل
اندونی گوروسابل (انگلیسی: Andoni Gorosabel؛ زادهٔ ۴ اوت ۱۹۹۶) بازیکن فوتبال اهل اسپانیا است.
از باشگاه‌هایی که در آن بازی کرده‌است می‌توان به باشگاه فوتبال رئال سوسیداد اشاره کرد.